# 1229 (EP)
《1229》는 대한민국의 음악 그룹인 에피톤 프로젝트의 미니 음반이다.

## 수록곡
1. 너 어디쯤에서부터 오고있는지
2. 좋았던 순간은 늘 잔인하다
3. 슬픈 해바라기처럼
4. 1229
5. 두 남녀의 대화
6. Beethoven의 Prelude에 의한
7. 벚꽃지던 삼성동, 웨딩드레스
8. 편린일지라도, 내 잃어버린 기억
9. 추억으로 너를 묶는다